# وسكارة (أبعلي)
وسكارة (بالفارسية: وسکاره) هي قرية تقع في إيران في قسم أبعلي الريفي. قدر عدد سكانها عام 2006 بـ 75 نسمة في 24 عائلة.